# Circunscrições eclesiásticas católicas do Japão
As circunscrições eclesiásticas da Igreja Católica no Japão compreendem três províncias eclesiásticas. As províncias são subdivididas em 3 arquidioceses e 14 dioceses. A seguir são listadas as circunscrições, divididas por província eclesiástica.

## Província Eclesiástica de Nagasaki
- Arquidiocese de Nagasaki
- Diocese de Fukuoka
- Diocese de Kagoshima
- Diocese de Naha
- Diocese de Oita

## Província Eclesiástica de Osaka-Takamatsu
- Arquidiocese de Osaka-Takamatsu
- Diocese de Hiroshima
- Diocese de Kyoto
- Diocese de Nagoya

## Província Eclesiástica de Tóquio
- Arquidiocese de Tóquio
- Diocese de Niigata
- Diocese de Saitama
- Diocese de Sapporo
- Diocese de Sendai
- Diocese de Yokohama